# Корнев, Дмитрий Александрович
Дмитрий Александрович Корнев (род. 16 июня 1992 года, Москва, Россия) — российский гандболист, правый крайний клуба «Чеховские медведи» и сборной России. Мастер спорта России.

## Карьера
Начинал играть в гандбольном клубе «Кунцево». Профессиональную карьеру начал в команде «Чеховские медведи». В конце 2021 года подписал контракт с польскими «Азотами», но летом 2022 года принял решение остаться в подмосковной команде.
Играл за сборную России на ЧМ-2021.

## Достижения
- Чемпион России: 2014–2022
- Победитель Кубка России: 2015, 2016, 2018–2021
- Обладатель Суперкубка России: 2014–2021